# Paul Krohn
Paul Krohn (født 1. november 1925, død 17. april 2012) var lærer og leder indenfor dansk specialundervisning. Efter sin læreruddannelse virkede han bl.a. på Bernadotteskolen og Mosbjerg Skole.
Han var senere med i den kraftige udvikling Statens Åndssvageforsorgs udbygning og integration gennemgik i 1960erne og 70erne, bl.a. som undervisningsleder for to forskellige forsorgscentre. Han gik af kort efter udlægningen til amterne i 1980. Efter sin pensionering var han aktiv som tilsynsførende for Tvindskolernes små, decentrale specialpædagogiske enheder. Han er far til Birgitte Krohn, og Lisbeth Krohn, begge ledende personer i Tvindkoncernen samt til Morten Krohn, som skabte gårdmejeriet Øllingegård.